# Saratovka
Saratovka (en arménien Սարատովկա) est une communauté rurale du marz de Lorri en Arménie. Comprenant également la localité de Getavan, elle compte 415 habitants en 2008.